# Jacques-Philibert Rousselot de Surgy
Jacques-Philibert Rousselot de Surgy, né à Dijon le 26 juin 1737, mort le 11 mars 1791, est un écrivain  et compilateur français.

## Biographie
Censeur royal, ancien commis des Finances, il traduit de l'allemand des ouvrages sur la Pennsylvanie et l'Islande et contribue avec Meunier de Querlon et Alexandre Deleyre à la continuation de l'Histoire générale des voyages de l'abbé Prévost. Il rédige les volumes consacrés à la Finance de l'Encyclopédie méthodique, dans lesquels il présente une esquisse des finances des grecs et des romains, donne la définition de tous les mots consacrés à l’exploitation des revenus publics et traite de l’origine et de la nature de chaque perception.

## Œuvres
- Mélanges intéressants et curieux, ou Abrégé d'histoire naturelle, morale, civile et politique de l'Asie, l'Afrique, l'Amérique, et des terres polaires, Paris, Panckoucke, Didot, Musier, 1763-1765. 10 volumes (lire en ligne)
- Histoire naturelle et politique de la Pensylvanie, traduit de l'allemand, Paris, 1764 (lire en ligne)
- Nouvelle description physique, historique, civile et politique de l'Islande, avec des observations critiques sur l'histoire naturelle de cette isle donnée par M. Anderson, ouvrage traduit de l'allemand de M. Horrebows., Paris, Charpentier, 1764. 2 volumes
- Mémoires géographiques, physiques et historiques sur l'Asie, l'Afrique & l'Amérique , tirés des lettres édifiantes, & des voyages des missionnaires jésuites. Par l'auteur des mélanges intéressants & curieux., Durand, Neveu, 1767, 4 volumes (lire en ligne)